# Paralcidia rufivenata
Paralcidia rufivenata är en fjärilsart som beskrevs av W. Warren 1906. Paralcidia rufivenata ingår i släktet Paralcidia och familjen mätare. Inga underarter finns listade i Catalogue of Life.